# Космонавтов Нет
«КОСМОНАВТОВ НЕТ» — российская рок-группа, состоящая из трёх человек, образовавшаяся в российском городе Пенза.
Бо́льшую часть своей популярности группа получила после того, как в январе 2022 года стример Deepins на своей прямой трансляции слушал песню «тпм», после чего песня стала популярна и попала в чарты Apple Music, Spotify, Яндекс.Музыка и VK Музыка.
В 2022 году группа попала в рейтинг 30 самых перспективных россиян до 30 лет по версии Forbes в категории «Музыка». В 2022 был концерт с Deepins

## История
Участники группы выпускали песни сольно еще до создания группы.
Группа была создана в 2016 году вокалистом Николаем Аграфоновым, барабанщиком Глебом Гришакиным и бас-гитаристом Германом Колотилиным. 
В 2017 году вышел дебютный альбом «10 причин почему».
16 августа 2021 года вышел совместный трек с певицей Гречкой — «Нравишься», 17 сентября группа записала совместную песню с группой «Френдзона» — «Школьная».
13 октября 2021 года группа выступила в вечернем развлекательном шоу Вечерний Ургант.

В конце 2021 года стример Deepins на своей прямой трансляции слушал песню «тпм», после чего она стала популярна в TikTok, а ремикс этого трека «Мятой remix 2010» попал в чарты VK Музыка на 4 место, 1 место в Spotify и на 7 место в чарте Apple Music. В январе 2022 года Диана Пашковская, музыкальный редактор стримингового сервиса Яндекс.Музыка отметила, что: 
«Мы наблюдаем трёхкратный рост прослушивания треков «КОСМОНАВТОВ НЕТ» за последний месяц. Большинство слушателей группы — молодые люди до 24 лет.  При этом половина всех прослушиваний за последний месяц приходится на два трека: «МЯТОЙ» и «баночка с окурками».
11 февраля 2022 года вышел трек «в темноте», записанный совместно с Deepins.

## Участники
Николай Аграфонов — вокалист, гитарист
Глеб Гришакин — барабанщик
Герман Колотилин — бас-гитарист

## Отзывы
Николай Овчинников из Афиша Daily считает, что группа звучит, как «очень умелый и живой» электро-панк. 
Алексей Мажаев из InterMedia считает, что песня «Школьная», записанная для альбома группы «Френдзона» «Альбомба», «могла бы стать молодёжным гимном», если бы не «куча архитектурных излишеств в виде ломаного русского языка группы "Космонавтов нет"».
Руслан Тихонов из ТНТ Music рецензируя трек «Школьная» пишет: «„Френдзона“ и „Космонавтов нет“ высмеивают учебную романтику, но и вместе с тем доводят до абсурда страстное желание местных детей оказаться в типичной американской school из кино». Его коллега Артём Кучников считает, что в клипе «Ау» группа «устраивает концерт в обстановке фильмов ужасов, а также спиритический сеанс с умершей подругой».

## Дискография

### Мини-альбомы (EP)
| Название                              | Подробности                                               |
| ------------------------------------- | --------------------------------------------------------- |
| «Палата номер 7»                      | Релиз: 12 апреля 2018 года Формат: цифровая дистрибуция   |
| «В синем»                             | Релиз: 4 июня 2020 года Формат: цифровая дистрибуция      |
| «НЕ ЦЕЛУЮ, ПЛОХОЙ ТЕБЕ НОЧИ»          | Релиз: 2 сентября 2021 года Формат: цифровая дистрибуция  |
| «ПЕРЕСТРЕЛКА БАБОЧЕК В РАЙОНЕ ЖИВОТА» | Релиз: 9 сентября 2021 года Формат: цифровая дистрибуция  |
| «ДУРА, ЗВËЗДЫ НА НЕБЕ»                | Релиз: 16 сентября 2021 года Формат: цифровая дистрибуция |

### Полноформатные альбомы
| Название                       | Подробности                                              | Высшая позиция в чарте Apple Music |
| ------------------------------ | -------------------------------------------------------- | ---------------------------------- |
| «Плейлист для драки с матерью» | Релиз: 1 ноября 2019 года Формат: цифровая дистрибуция   | —                                  |
| «1 + 1=11»                     | Релиз: 16 октября 2020 года Формат: цифровая дистрибуция | 14                                 |
| «ТЕсеБЯся ЛЮсюБЛЮсю»           | Релиз: 10 февраля 2023 года Формат: цифровая дистрибуция | –                                  |
| «КОСМОС НАС НЕ ЖДЁТ Ч. 1»      | Релиз: 28 февраля 2024 Формат: цифровая дистрибуция      | _                                  |

### Синглы
| Год  | Название                                | Высшая позиция в чартах | Высшая позиция в чартах | Высшая позиция в чартах | Высшая позиция в чартах |
| Год  | Название                                | Spotify                 | Apple Music             | Яндекс.Музыка           | VK Музыка               |
| ---- | --------------------------------------- | ----------------------- | ----------------------- | ----------------------- | ----------------------- |
| 2017 | «Розовый сон» (при уч. Larc, поколение) |                         |                         |                         |                         |
| 2017 | «Запиши мой звук»                       |                         |                         |                         |                         |
| 2019 | «Комарики» (при уч. «Папин Олимпос»)    |                         |                         |                         |                         |
| 2019 | «Кароч»                                 |                         |                         |                         |                         |
| 2020 | «Не светит»                             |                         |                         |                         |                         |
| 2020 | «Бумер» (при уч. lil kirilll)           |                         |                         |                         |                         |
| 2020 | «Кусай»                                 |                         |                         |                         |                         |
| 2020 | «Снегом»                                |                         |                         |                         |                         |
| 2020 | «Мятой (remix 2010)»                    | 1                       | 7                       | 20                      | 4                       |
| 2021 | «Из космоса с любовью»                  |                         |                         |                         |                         |
| 2021 | «Комарики 2» (при уч. Папин Олимпос)    |                         |                         |                         |                         |
| 2021 | «Нравишься» (при уч. Гречки)            |                         |                         |                         |                         |
| 2021 | «Школьная» (при уч. «Френдзоны»)        |                         |                         |                         |                         |
| 2021 | «Такой же как и я» (при уч. Пикчи!)     |                         |                         |                         |                         |
| 2021 | «Плак»                                  |                         |                         |                         |                         |
| 2021 | «Вредная привычка»                      |                         |                         |                         |                         |
| 2021 | «Снегом (Новогодний лайв)»              |                         |                         |                         |                         |
| 2022 | «airdrop» (при участии хочуспать)       |                         |                         |                         |                         |
| 2022 | «В темноте (при участии Deepins)»       |                         |                         |                         |                         |
| 2022 | «Виноваты звёзды»                       |                         |                         |                         |                         |
| 2022 | «холодная осень»                        |                         |                         |                         | 6                       |
| 2022 | «космических снов»                      |                         |                         |                         |                         |
| 2023 | «ОСУЖДАЮ» (при участии Deepins)         |                         |                         |                         |                         |
| 2023 | «КНОПОЧКИ»                              |                         |                         |                         |                         |
| 2023 | «Скорость света» (при уч. Кишлак)       |                         |                         |                         |                         |
| 2023 | «Вспоминай»                             |                         |                         |                         |                         |
| 2023 | «Как дела?» (при уч. тринадцать карат)  |                         |                         |                         |                         |
| 2024 | «Не сиди на холодном....»               |                         |                         |                         |                         |
| 2024 | «моя молодость»                         |                         |                         |                         |                         |
| 2024 | «ТВОИ ГЛАЗА»                            |                         |                         |                         |                         |